# Steven Wostijn
Steven Wostijn, né à Harelbeke (Belgique) le 28 décembre 1975, est un footballeur belge. Il a évolué durant toute sa carrière comme milieu de terrain. Il fait partie des trois joueurs, avec Joris De Tollenaere et Arkadiusz Kubik (en), à avoir disputé les six saisons en Division 1 du KRC Harelbeke. Depuis 2011, il défend les couleurs du SC Oostrozebeke, un club de troisième provinciale de Flandre-Occidentale.

## Carrière

### Début de carrière, de la Division 2 à l'Europe
Steven Wostijn s'affilie au KRC Harelbeke en 1984. Il progresse dans les différentes équipes d'âge du club, dont l'équipe première évolue en Division 2. Il est intégré au noyau de l'équipe première au début de la saison 1994-1995. Il dispute son premier match officiel le 5 mars 1995 face à Lokeren. Ce sera son seul match de la saison, son club décroche la promotion en Division 1 via le tour final.
Pour sa première saison parmi l'élite nationale, Steven Wostijn est cantonné à l'équipe réserve. Appelé sporadiquement dans le noyau, il reste à chaque fois sur le banc. Il monte au jeu une seule fois durant le championnat, le 12 mai 1996 contre le Cercle de Bruges. Malgré ce temps de jeu réduit, il reste au club la saison suivante, durant laquelle il joue plus souvent. Il joue seize rencontres en championnat, dont une comme titulaire. Il inscrit ses deux premiers buts lors de la saison 1997-1998, à l'occasion de la réception de La Gantoise le 15 février 1998. Cette année-là, Harelbeke lutte jusqu'à la dernière journée avec Anderlecht pour décrocher la dernière place qualificative en Coupe UEFA. Finalement, le club bruxellois termine devant, reléguant Harelbeke en Coupe Intertoto.
Steven Wostijn dispute son seul match européen lors de cette Coupe Intertoto 1998, face à la Sampdoria. Harelbeke est éliminé par les Italiens et ne disputera plus jamais de compétition européenne. En championnat, Wostijn s'affirme au fil des semaines comme un joueur de base de l'équipe, un statut qu'il conserve pendant trois saisons. En 2001, le club termine à l'avant-dernière place, synonyme de relégation en deuxième division. Courtisé par d'autres clubs de l'élite, le joueur décide de quitter son « club de toujours » et poursuit sa carrière au KSK Beveren.

### Dernières années en Division 1
À Beveren, Steven Wostijn obtient directement une place de titulaire dans l'équipe. Il inscrit son premier but pour son nouveau club dès son deuxième match. Au niveau collectif par contre, les résultats sont très mauvais et le club termine largement dernier en fin de saison. Relégué sportivement, le club flandrien peut se maintenir au plus haut niveau grâce aux rétrogradations administratives infligées au RWDM et Alost, permettant ainsi à Wostijn et ses coéquipiers de continuer à jouer en Division 1.
Malgré l'arrivée de nombreux renforts ivoiriens, Steven Wostijn conserve sa place dans l'effectif de Beveren pendant deux saisons. Écarté des terrains d'octobre 2003 à février 2004 à la suite d'une blessure, il retrouve un poste de titulaire en fin de saison. Malgré cela, son contrat n'est pas prolongé par la direction du club. Il dispute son dernier match en première division le 2 mai 2004 et quitte ensuite gratuitement Beveren.

### Fin de carrière dans les divisions inférieures
Après neuf saisons au plus haut niveau, Steven Wostijn fait un pas en arrière et rejoint le SV Zulte Waregem, en Division 2. Il participe activement à la conquête du titre en fin de saison, malgré une place de titulaire dans l'équipe, il n'accompagne pas ses équipiers parmi l'élite. Il s'engage alors au RFC Tournai, un club de Division 3 ambitieux. La saison n'est pas à la hauteur des espérances et après un an, il décide de retourner à Waregem mais cette fois au Racing, tout juste promu en deuxième division pour la première fois de son histoire.
Le club a des difficultés à s'adapter au niveau supérieur et après une seule saison, il est relégué en troisième division. À nouveau, Steven Wostijn quitte son club douze mois après son arrivée. Cette fois, il redescend en Promotion, où il s'engage au SC Wielsbeke, un club voisin. Après un début de compétition moyen, le club termine le championnat en boulet de canon. Il remporte 28 points sur 30 lors des dix derniers matches, coiffant ainsi tous ses rivaux et décrochant le titre de champion dans sa série pour avoir remporté une victoire de plus que Sint-Eloois-Winkel Sport, ex-æquo au nombre de points. Cette fois, il reste au club après le titre, toutefois, la première saison de l'équipe en Division 3 est difficile, le club lutte pour le maintien jusqu'au dernier match. En fin de saison, il est relégué sportivement après un test-match perdu face au RRC Peruwelz mais sera réintégré deux mois plus tard à la suite de diverses réclamations.
Steven Wostijn choisit néanmoins de quitter le club et rejoint Sint-Eloois-Winkel Sport, qui vient de terminer vice-champion de Promotion pour la troisième saison consécutive. Son arrivée ne permet pas au club d'obtenir de meilleurs résultats et après deux ans, il arrête le football au niveau national. Il rejoint le petit club du SC Oostrozebeke, en troisième provinciale. Il annonce en octobre 2012 qu'il raccrochera définitivement les crampons en fin de saison.

## Palmarès
- 1 fois champion de Division 2 en 2005 avec le SV Zulte Waregem.
- 1 fois champion de Promotion en 2008 avec le SC Wielsbeke.

## Statistiques
| Saison                | Club                  | Championnat           | Championnat | Championnat | Coupe nationale | Coupe nationale | Coupe de la Ligue | Coupe de la Ligue | Compétition(s) continentale(s) | Compétition(s) continentale(s) | Compétition(s) continentale(s) | Total | Total |
| Saison                | Club                  | Division              | M.          | B.          | M.              | B.              | M.                | B.                | Comp.                          | M.                             | B.                             | M.    | B.    |
| 1994-1995             | KRC Harelbeke         | Division 2            | 1           | 0           | 0               | 0               | 0                 | 0                 | -                              | 0                              | 0                              | 1     | 0     |
| 1995-1996             | KRC Harelbeke         | Division 1            | 1           | 0           | 0               | 0               | 0                 | 0                 | -                              | 0                              | 0                              | 1     | 0     |
| 1996-1997             | KRC Harelbeke         | Division 1            | 16          | 0           | 0               | 0               | 0                 | 0                 | -                              | 0                              | 0                              | 16    | 0     |
| 1997-1998             | KRC Harelbeke         | Division 1            | 20          | 4           | 1               | 0               | 0                 | 0                 | -                              | 0                              | 0                              | 21    | 4     |
| 1998-1999             | KRC Harelbeke         | Division 1            | 28          | 7           | 2               | 0               | 0                 | 0                 | C4                             | 1                              | 0                              | 31    | 7     |
| 1999-2000             | KRC Harelbeke         | Division 1            | 33          | 9           | 1               | 1               | 2                 | 0                 | -                              | 0                              | 0                              | 36    | 10    |
| 2000-2001             | KRC Harelbeke         | Division 1            | 30          | 4           | 0               | 0               | 0                 | 0                 | -                              | 0                              | 0                              | 30    | 4     |
| Sous-total            | Sous-total            | Sous-total            | 119         | 24          | 4               | 1               | 2                 | 0                 | -                              | 1                              | 0                              | 126   | 25    |
| 2001-2002             | KSK Beveren           | Division 1            | 27          | 3           | 2               | 0               | 0                 | 0                 | -                              | 0                              | 0                              | 29    | 3     |
| 2002-2003             | KSK Beveren           | Division 1            | 31          | 6           | 1               | 0               | 0                 | 0                 | -                              | 0                              | 0                              | 32    | 6     |
| 2003-2004             | KSK Beveren           | Division 1            | 13          | 1           | 0               | 0               | 0                 | 0                 | -                              | 0                              | 0                              | 13    | 1     |
| Sous-total            | Sous-total            | Sous-total            | 71          | 10          | 3               | 0               | 0                 | 0                 | -                              | 0                              | 0                              | 74    | 10    |
| 2004-2005             | SV Zulte Waregem      | Division 2            | 30          | 3           | 2               | 1               | 0                 | 0                 | -                              | 0                              | 0                              | 32    | 4     |
| Sous-total            | Sous-total            | Sous-total            | 30          | 3           | 2               | 1               | 0                 | 0                 | -                              | 0                              | 0                              | 32    | 4     |
| 2005-2006             | RFC Tournai           | Division 3            | 24          | 1           | 6               | 2               | 0                 | 0                 | -                              | 0                              | 0                              | 30    | 3     |
| Sous-total            | Sous-total            | Sous-total            | 24          | 1           | 6               | 2               | 0                 | 0                 | -                              | 0                              | 0                              | 30    | 3     |
| 2006-2007             | KRC Waregem           | Division 2            | 28          | 1           | 1               | 0               | 0                 | 0                 | -                              | 0                              | 0                              | 29    | 1     |
| Sous-total            | Sous-total            | Sous-total            | 28          | 1           | 1               | 0               | 0                 | 0                 | -                              | 0                              | 0                              | 29    | 1     |
| 2007-2008             | KSC Wielsbeke         | Promotion             | 27          | 10          | 1               | 0               | 0                 | 0                 | -                              | 0                              | 0                              | 28    | 10    |
| 2008-2009             | KSC Wielsbeke         | Division 3            | 27          | 4           | 0               | 0               | 0                 | 0                 | -                              | 0                              | 0                              | 27    | 4     |
| Sous-total            | Sous-total            | Sous-total            | 54          | 14          | 1               | 0               | 0                 | 0                 | -                              | 0                              | 0                              | 55    | 14    |
| 2009-2010             | Sint-Eloois-Winkel    | Promotion             | 22          | 1           | 0               | 0               | 0                 | 0                 | -                              | 0                              | 0                              | 22    | 1     |
| 2010-2011             | Sint-Eloois-Winkel    | Promotion             | 21          | 0           | 3               | 0               | 0                 | 0                 | -                              | 0                              | 0                              | 24    | 0     |
| Sous-total            | Sous-total            | Sous-total            | 43          | 1           | 3               | 0               | 0                 | 0                 | -                              | 0                              | 0                              | 46    | 1     |
| 2011-2012             | SC Oostrozebeke       | Prov. 3C              | -           | -           | -               | -               | 0                 | 0                 | -                              | 0                              | 0                              | 0     | 0     |
| 2012-2013             | SC Oostrozebeke       | Prov. 3C              | -           | -           | -               | -               | 0                 | 0                 | -                              | 0                              | 0                              | 0     | 0     |
| Sous-total            | Sous-total            | Sous-total            | -           | -           | -               | -               | 0                 | 0                 | -                              | 0                              | 0                              | 0     | 0     |
| Total sur la carrière | Total sur la carrière | Total sur la carrière | 369         | 54          | 20              | 3               | 2                 | 0                 | -                              | 1                              | 0                              | 392   | 57    |